# 變聲
變聲是指人類在青春期所發生的一種生理變化，時間多是12∼16歲左右的青少年。男性約在12∼16歲；女性約在13∼15歲，也有可能延到十六歲左右。 成年後聲音基本上不太會改變。

## 變化
變聲期時聲帶會發生變化。男和女性喉嚨變大，聲帶變寬、變厚（振動頻率減少），聲音因此變得低沉。男性變化較大，聲音差別比較明顯。

## 特徵
變聲期主要特徵是會出現：聲音嘶啞、聲音沙啞、音域狹窄、發音疲勞、局部充血水腫、分泌物增多。症狀大多維持六個月至一年。

## 變聲期間保養
不宜食用辛辣食物，以及吸煙喝酒等。建議放低音量，不要吼叫。

## 另見
- 聲帶
- 閹伶
- 變聲器
- 變聲軟體